# Microeconomie
Microeconomia se ocupă cu studiul comportamentului economic al diferiților consumatori (teoria bugetară), al firmei (teoria producției) si problematica împărțirii bunurilor limitate si a venitului limitat. În cadrul microeconomiei indivizii sunt văzuți ca forță de muncă, ca și consumatori ai bunurilor produse, pe care aceștia le consumă cu scopul de a-și maximiza folosința. Unitățile de producție utilizează factorii de producție cum ar fi munca, capitalul, progresul științific cu scopul de a maximiza profitul.

## Domenii ale microeconomiei
Teoria consumatorului se ocupă cu studiul cererii pe piața bunurilor. În cadrul acestei teorii este analizată utilitatea consumatorului, exprimată prin cantitatea tuturor bunurilor pe care el le cumpară într-o anumită perioadă. La aceasta, preferințele și curbele de indiferență joacă un rol foarte important.
Teoria producției se ocupă cu studiul ofertei pe piața bunurilor. Pornind de la o funcție de producție care redă relația dintre factorii de input și cei de output, se cercetează de cât input e nevoie pentru producerea anumitor cantități de producție.
Teoria prețurilor cercetează efectele întalnirii cererii cu oferta pe piața bunurilor.
Teoria jocului se ocupă cu studiul teoretic al jocului.

## Concepte fundamentale în microeconomie
Raritate - Cost de oportunitate - Cerere și ofertă - Elasticitatea prețului cererii - Surplusul consumatorului și Surplusul producătorului 

Teoria consumatorului (Teoria cererii)

Teoria consumatorului - Preferință - Curba de indiferență - Utilitate - Utilitate marginală -Funcție de utilitate - Venit
Teoria producției și prețurilor

Bazele teoriei producției - Factor de producție - Bariera posibilităților de producție - Funcție de producție - Economie de scară - Economie de scop - Maximizarea profitului - Discriminarea prețului

Organizarea industrială

Formele pieței - Concurență perfectă - Monopol - Concurență monopolistă - Oligopol - Index Herfindahl

Economia bunăstării

Economia bunăstării - Pareto eficiența - Cutia Edgeworth - Curba Lorenz - Coeficientul Gini - Nivelul sărăciei - 

Proasta funcționare a pieței

Proasta funcționare a pieței - Informația asimetrică - Externalitate - Cost social - Bun liber - Taxă

Economie financiară

Economie financiară - Finanțe - Risc
Comerț internațional

Comerț international - Termen comercial - Tarif

Metodologie

Echilibru general - Teoria jocului - Economie instituțională - Economie neoclasică.

## Supoziții
În microeconomie sunt folosite cel mai frecvent modele abstracte pentru rezolvarea diverselor probleme. De aceea se presupune că toți actorii implicați în economie operează cu scopul maximizării folosinței și negociază rațional, alegând întotdeauna cea mai bună alternativă de negociere care le stă la îndemână.
 
Așa numitul actor ideal este denumit și Homo oeconomicus. 

În plus, apar adeseori noi supoziții. Supoziția de convexitate descrie percepția asupra relației de preferință a celui care trebuie să decidă, supoziția de nesaturație descrie faptul că fiecare unitate a unui bun economic mărește valoarea preferinței, iar cu supoziția de divizibilitate microeconomiștii își ușurează calculele, deoarece nu mai trebuie să ia în considerare faptul că doar bunurile măsurate în unități fixe vor fi cerute și produse.

Pentru considerarea relațiilor de preferință sunt importante și supozițiile de tranzitivitate și integritate.

Cea dintâi afirmă că nu există nici o inconsistență în preferințele unui actor implicat în economie, iar cu cea de-a doua supoziție postulează că el poate spune pe care dintre cele două bunuri le preferă.